# 소켓 C32

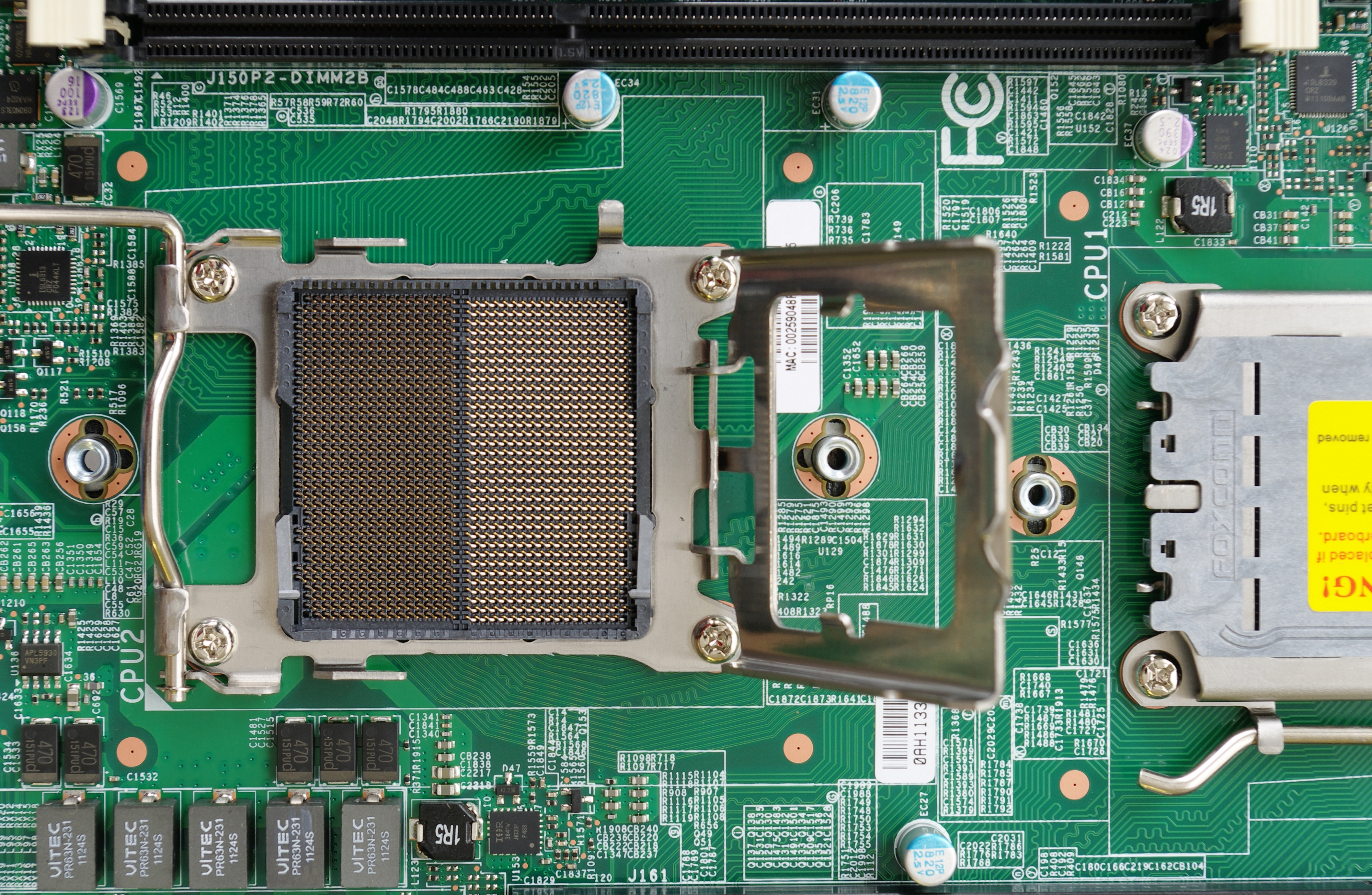
소켓 C32

소켓 C32는 AMD가 단일 CPU 및 듀얼 CPU Opteron 4000 시리즈 서버 CPU용으로 설계한 ZIF 랜드 그리드 배열 CPU 소켓이다. 단일 CPU 서버용 소켓 AM3의 후속 제품이고 저가형 듀얼 CPU 서버용 소켓 F의 후속 제품이다(고급 듀얼 CPU 서버는 소켓 G34를 사용한다). 소켓 C32는 2개의 DDR3 SDRAM 채널을 지원한다. 이는 소켓 F를 기반으로 하며 유사한 1207핀 LGA 소켓을 사용하지만 소켓 F 플랫폼이 사용하는 DDR2 SDRAM 대신 DDR3 SDRAM을 사용하기 때문에 소켓 F와 물리적으로나 전기적으로 호환되지 않는다.
소켓 C32는 4코어 및 6코어 Opteron 4100 "Lisbon" 프로세서를 탑재한 산마리노(San Marino) 플랫폼의 일부로 2010년 6월 23일에 출시되었다.
소켓 C32는 2011년 11월에 출시된 불도저 기반 6코어 및 8코어 "Valencia" Opteron도 지원한다.
소켓 C32와 최신 소켓 G34는 모두 2017년 단일 및 듀얼 CPU 서버용 Socket SP3에 의해 계승되었으며 모든 Opteron CPU 제품군의 후속 제품인 젠 기반 Epyc CPU를 지원한다.

## 같이 보기
- AMD 마이크로프로세서 목록
- 옵테론